# Church Point, New South Wales
Church Point este o suburbie în Sydney, Australia.